# Severodvinsk
Severodvinsk ([sʲɪvʲɪrɐdˈvʲinsk] (del ruso: Северодви́нск) es una ciudad de Rusia perteneciente al óblast de Arcángel. Está situada en el delta del Dvina Septentrional, 35 kilómetros al oeste de Arcángel. 
Fundada en 1936, la ciudad en primer lugar se llamó Sudostroi (1936-38), y posteriormente Molotovsk (1938-57).

## Historia

### Orígenes
Las orillas del Dvina septentrional fueron exploradas en primer lugar por los vikingos. Barcos normandos e ingleses venían hasta la desembocadura del río en busca de pieles y pescado hasta que un enfriamiento climático en el siglo XIII convirtió esta ruta de navegación demasiado peligrosa.
El lugar en el que hoy se encuentra el Severodvinsk moderno es mencionado por primera vez en 1419, cuando los suecos navegaron en la bahía y quemaron el monasterio de Nikolo-Korelsky. Este monasterio se cree que fue fundado por San Eufemio, misionero ortodoxo en las tierras de Carelia.
La abadía estuvo en ruinas hasta 1471, cuando dos hijos de Marfa Borétskaya murieron en una feroz tormenta, y sus cuerpos fueron recuperados en la playa, cerca del monasterio doce días más tarde. A instancias de Boretskaya, el monasterio fue restaurado y sus hijos fueron enterrados allí.
El 24 de agosto de 1553, Richard Chancellor a bordo del Edward Bonaventure, llegó al asentamiento minero de Nenoksa, que todavía es famoso por su arquitectura tradicional de madera. Los marineros británicos se dirigieron al Monasterio de Nikolo-Korelsky, donde se sorprendieron al encontrar una comunidad de "marineros en sotana" y un muelle lo suficientemente grande como para dar cabida a varios barcos. La principal iglesia de este original establecimiento estaba dedicada a San Nicolás, el santo patrón de los marineros, por lo que todo el mar Blanco fue conocido durante el siglo XVI en los mapas ingleses como la bahía de San Nicolás.
Gracias a Chancellor y a ese viaje, se creó la Muscovy Company y el monasterio de Nikolo-Karelsky, cuando la mayor parte del comercio de la compañía entre Inglaterra y Moscovia pasaba a través del puerto local. En agosto de 1618, el puerto fue visitado por John Tradescant el anciano, cuando se dirigía a estudiar una isla situada frente al monasterio. Esta isla llegó a ser conocido en la tradición británica como la isla de la rosa, porque Tradescant encontró allí una planta muy rara que nombró Rosa Moscovita y la llevó a Londres.
Los edificios existentes del monasterio fueron construidos al final del período moscovita. La cúpula de la catedral de San Nicolás fue construida entre 1670-1674, precedida por la iglesia de la Asunción (1664-1667), a la que se une una galería. Varias décadas más tarde, las murallas y las torres fueron construidas en madera, y lo mejor conservado de estas torres fue transportado por los soviéticos a Kolomenskoe, Moscú, en las que pueden verse hoy en día.

### La ciudad actual
La actual Severodvinsk se desarrolló en el período soviético. Como otras nuevas ciudades de las regiones del Norte o Siberia, los primeros construcciones eran para jóvenes comunistas y millares de presos del Gulag.[cita requerida] El lugar donde se edificó de la ciudad tomó el nombre de Sudostroi. Obtuvo el estatuto de ciudad en 1938 y pasó a denominarse Molotovsk (Мо́лотовск), entre 1938 y 1957 en honor a Vyacheslav Molotov.
Viviendo en tiendas en invierno y con ciénagas infestadas de mosquitos en verano, los constructores comenzaron a hacer un ferrocarril de 50 km en solo cuatro meses. La línea se abrió en noviembre de 1936. Se emprendió entonces la construcción de unos astilleros.
Una población de cerca de 60 000 presos del gulag sobrevivía en los campos de los alrededores de Molotovsk, en condiciones muy duras. Entre 1936 y 1953, se calcula que murieron en ellos unas 25 000 personas.[cita requerida]
En vísperas del comienzo de la Segunda Guerra Mundial, la población ascendía a 40 000 habitantes. Durante la guerra, catorce mil habitantes dejaron la ciudad para ir al frente y solamente regresaron cuatro millares. Las mujeres y los adolescentes los sustituyeron en las fábricas para hacer municiones, a pesar del frío y la falta de comida. Molotovsk acogió en 1941 a los hombres y equipamientos de los astilleros de Leningrado, evacuados ante el avance del ejército alemán. El puerto de Molotovsk comenzó a funcionar en diciembre de 1941. Se utilizó durante la guerra para recibir la ayuda de los Aliados, de británicos y estadounidenses. Una gran parte de los famosos convoyes del Ártico destinados a Arcángel descargaban realmente en Molotovsk. Severodvinsk alberga dos importantes bases navales que trabajaron en primer lugar para la marina soviética y la Flota del Norte, creada en 1937, y hoy para la marina rusa. Estas dos bases, hoy Sevmach y Zviózdochka, se encuentran al norte de la ciudad, y están entre los más importantes bases navales de Rusia. Por esta razón, Severodvinsk fue una ciudad cerrada a los extranjeros desde 1936, excepto una breve excepción en 1992-1993. El primer submarino soviético a propulsión nuclear, el Leninsky Komsomol, se construyó en la base de Sevmach entre 1955 y 1957. Sevmach construyó más tarde la mayoría de los submarinos nucleares de la URSS. Desde 1992, las dos bases se encargan principalmente del desmantelamiento de los submarinos nucleares.

## Galería

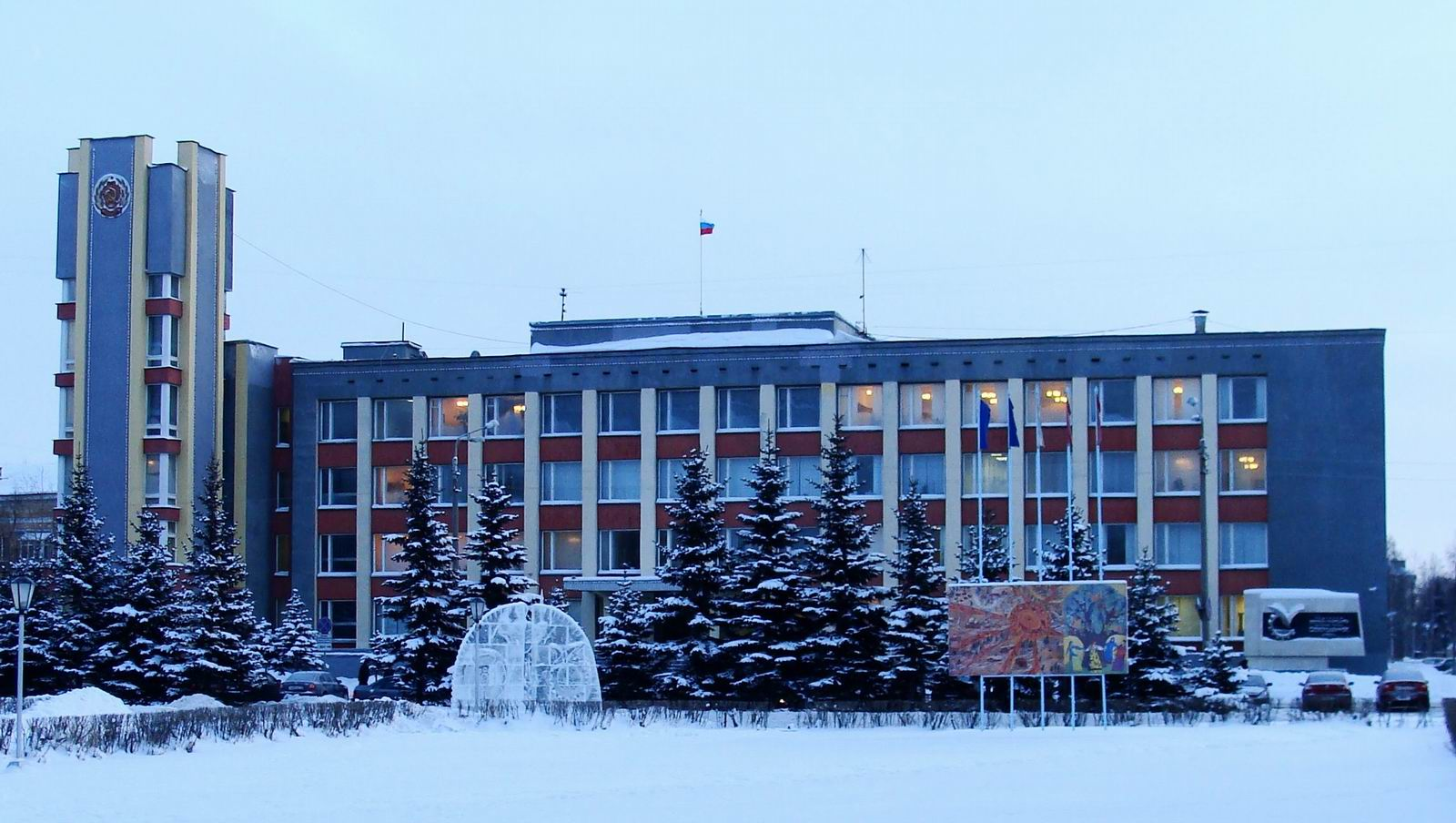
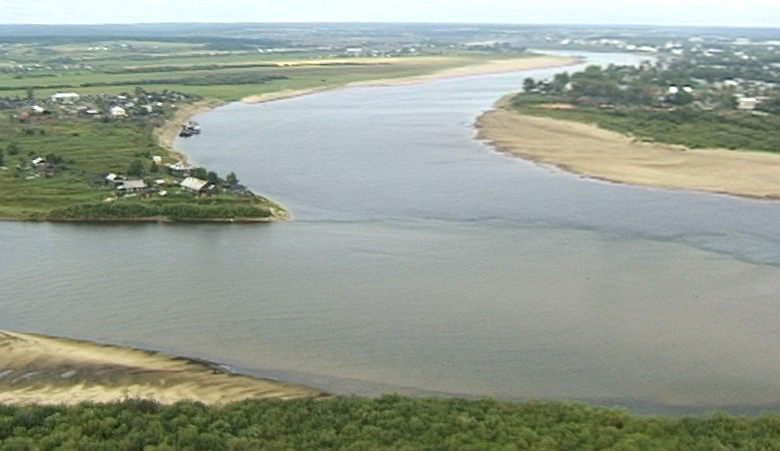
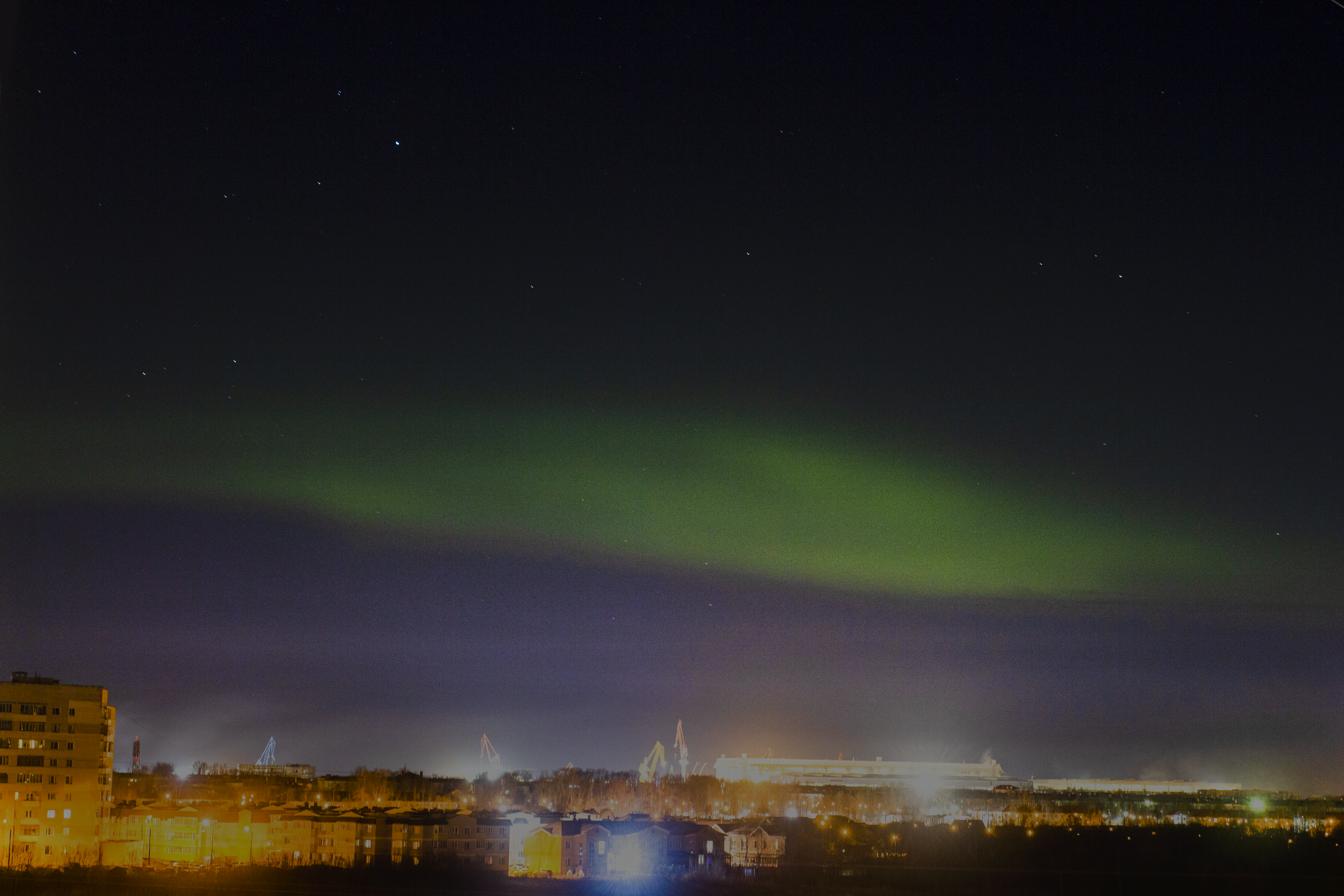
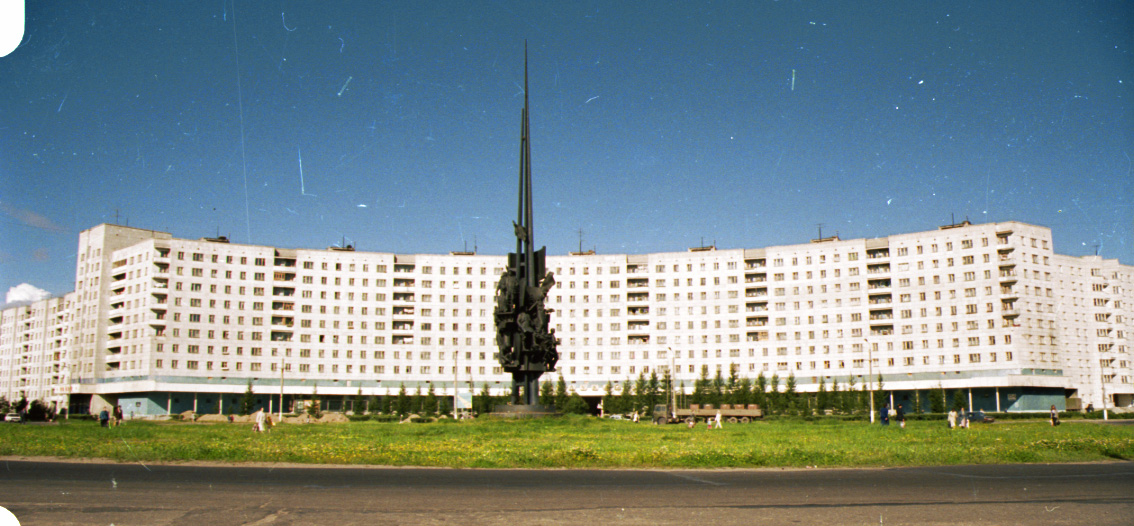
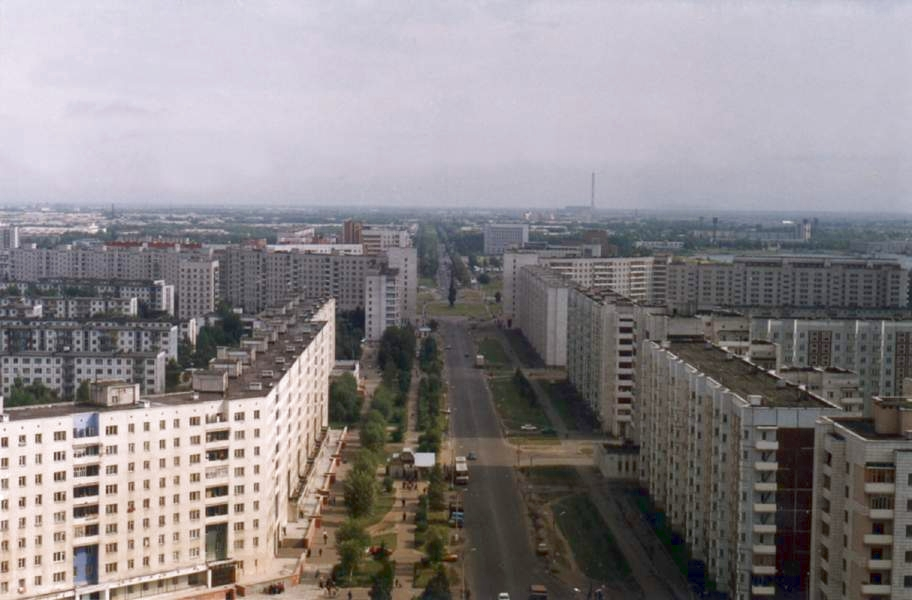

## Demografía
| Gráfica de evolución de Severodvinsk entre 1939 y 2020 |
|                                                        |

| 21,300         | 78,700 | 197,200 | 248,700 | 193,200 | 191,400 | 192,353 | 192,400 | 190,083 | 188,539 |
| (Fuente: GKS.) |        |         |         |         |         |         |         |         |         |

## Ciudades hermanadas
- Tiráspol - Moldavia
- Briansk - Rusia
- Mazyr - Bielorrusia
- Sumy - Ucrania
- Portsmouth - Estados Unidos

## Personajes ilustres
- Marina Prusakova, esposa de Lee Harvey Oswald, presunto asesino de John F. Kennedy. Nació en 1941 en Severodvinsk, entonces Molotovsk.